# 요제프 망거
요제프 망거(독일어: Josef Manger, 1913년 5월 26일 ~ 1991년 3월 13일)는 독일의 역도 선수였다.
헤비급에 나간 망거는 1935년 유럽 선수권 대회에서 우승하고, 1936년 베를린 올림픽에서 금메달을 획득하였다.
1937년과 1938년 세계 역도 선수권 대회를 우승한 그는 1935년과 1941년 사이에 11개의 공식 세계 기록을 세웠다.
그의 선수 경력은 판매원으로 일한후 2차 세계 대전으로 단축되었다.

## 참조
1. ↑  “요제프 망거”. sports-reference.com. 2009년 4월 21일에 원본 문서에서 보존된 문서. 2016년 3월 25일에 확인함.
2. ↑  요세프 망거. chidlovski.net